# Антонів (Дубровицький район)
Антонів (давніше Антонин або Антонін, пол. Antonin, рос. Антонинъ) — колишній хутір, фільварок і польська військова осада у Дубровицькому районі Рівненської області України.

## Положення
Антонин розташовувався між селами Берестя, Орв'яниця та Сохи, за 8 км на південь від містечка Дубровиця і за 150 км від Рівного.

## Історія
У часи перебування в Російській імперії фільварок Антонин входив до складу Домбровицької волості Рівненського повіту Волинської губернії. Станом на 1859 рік, на поміщицькому фільварку Антонин був один двір та 5 жителів римо-католицької віри (2 чоловіка і 3 жінки). На фільварку діяв цегельний завод, а поблизу був однойменний пункт лісової сторожі.
Наприкінці XIX століття на фільварку налічувалося 4 доми та 67 мешканців. Станом на 1906 рік на фільварку було 4 дворів та 31 житель, на сусідньому однойменному пункті лісової сторожі проживало 7 осіб. У 1918—1920 роки нетривалий час перебував у складі Української Народної Республіки.
У 1921—1939 роки входив до складу Польщі. У 1921 році фільварок належав до складу гміни Домбровиця Сарненського повіту Поліського воєводства Польської Республіки. За переписом населення Польщі 10 вересня 1921 року на фільварку налічувалося 3 будинки та 29 мешканців, з них: 15 чоловіків та 14 жінок; 24 православних та 5 римо-католиків; 24 українців та 5 поляків.
На початку 1920-х років (за деякими даними — у 1924 році) польська влада створила на розпарцельованих землях графа Броель-Плятера військову осаду Антонин, у якій було створено 16 господарств польских ветеранів загальною площею 385 га. Осадники оброблювали землю, для чого наймали місцевих жителів. 1930 року Сарненський повіт приєднаний до складу Волинського воєводства. У 1936 році селище (осада) Антонин входило до громади Берестя, до якої також належали хутір Шепель. У селищі діяла трикласна початкова школа. У 1938 році католицька громада селища належала до парафії Домбровиці.
Під час радянського вторгнення до Польщі у вересні 1939 року польські військові осадники з Антонина та сусідніх сіл почали озброюватися. У відповідь українські жителі сусіднього містечка Бережниця, побоючись від них розправи, організували для охорони Червону гвардію. З кінця 1939 року у складі УРСР. Радянська влада у 1940 році відправила на заслання у північні області СРСР 49 жителів Антонина польської національності, а їхнє майно і худобу забрано до колгоспу. У березні 1944 року в районі Антонина діяла боївка СБ ОУН Василя Васильчика («Іскри»).
У 1947 році село Берестя разом з хуторами Антонів та Шепель підпорядковувалося Берестівській сільській раді Дубровицького району Ровенської області УРСР. До 1965 року хутір Антонів знятий з обліку у зв'язку з переселенням жителів. В адміністративно-територіальному устрої Дубровицького району станом на 1 вересня 1965 року населений пункт з такою назвою відсутній.